# XHamster
xHamster（エックスハムスター）は、キプロスのリマソールを本拠地とするポルノグラフィメディア、ソーシャル・ネットワーキング・サービス。会員数は1000万人を超えており、XVideosとPornhubに次いでインターネットにおいて3番目に人気のあるポルノグラフィサイトである。

## 概要
xHamsterは、特定のフェティシズムや性的興味に応じて分類された様々なポルノビデオや写真、性愛文学を提供している。